# 금심사옥
《금심사옥》(锦心似玉)은 2021년 방송되었던 중국의 드라마이다.

## 줄거리
- 부부의 붉은 실 얽혀도, 절대로 끊기지 않으니 가문의 '서녀'로 태어나 많은 설움을 겪은 '나십일랑'. 뜻하지 않게 상처한 대장군, 영평후 '서령의'의 '정실부인'으로 서씨 가문에 입성하게 되고 남편의 사랑을 얻기 위해 경쟁하거나 그의 영광을 함께 누리는 욕심을 부리지 않고 자신의 '본분'을 다하기로 다짐하는데.

## 등장 인물
- 종한량 - 서령의 역
- 탄쑹윈 - 라십일량 역
- 허홍산 (何泓姗) - 교련방 역
- 방효리 (方晓莉) - 뤄씨부인 역
- 당효천 (Daddi Tang) - 구언향 역
- 류운 (刘芸) - 문이낭 역
- 리성 - 진이낭 역
- 잉얼 - 원낭 역
- 란시 - 간사전 역
- 오면 (吴冕) - 서씨부인 역